# Arthur (Dacota do Norte)
Arthur é uma cidade localizada no estado norte-americano de Dacota do Norte, no Condado de Cass.

## Demografia
Segundo o censo norte-americano de 2000, a sua população era de 402 habitantes. 
Em 2006, foi estimada uma população de 370, um decréscimo de 32 (-8.0%).

## Geografia
De acordo com o United States Census Bureau tem uma área de 
3,9 km², dos quais 3,9 km² cobertos por terra e 0,0 km² cobertos por água. Arthur localiza-se a aproximadamente 290 m acima do nível do mar.

## Localidades na vizinhança
O diagrama seguinte representa as localidades num raio de 24 km ao redor de Arthur. 